# Приходько, Филипп Романович
Филипп Романович Приходько (1925—2004) — советский рядовой, стрелок 4-й стрелковой роты 1142-го стрелкового полка, 340-й стрелковой дивизии, 67-го стрелкового корпуса, 38-й армии, 4-го Украинского фронта. Полный кавалер Ордена Славы.

## Биография
Родился 26 ноября 1925 года в селе Козаровичи, Вышгородского района, Киевской области в крестьянской семье, в 1941 году окончил восьмилетку сельской школы.
С 1943 года призван в ряды РККА и в 1944 году после прохождения сборов направлен в действующую армию, воевал на 1-м Украинском и 4-м Украинском фронтах. С 1944 года — стрелок 4-й стрелковой роты 1142-го стрелкового полка, 340-й стрелковой дивизии, 67-го стрелкового корпуса, 38-й армии. Участник Проскуровско-Черновицкой, Львовско-Сандомирской, Восточно-Карпатской и Моравско-Остравской наступательных операциях.
С 21 по 25 апреля 1944 года  автоматчик, рядовой Ф. Р. Приходько в боях за населённый пункт Семиковцы  истребил свыше десяти солдат и офицеров. За это 8 мая 1944 года Указом Президиума Верховного Совета СССР Ф. Р. Приходько был награждён Орденом Славы 3-й степени.
15 июля 1944 года рядовой Ф. Р. Приходько при освобождении населённого пункта Купчинцы  сразил одиннадцать гитлеровцев. В бою за господствующую высоту поднял воинов в атаку и первым достиг расположения врага, уничтожив несколько гитлеровцев. 26 августа 1944 года Указом Президиума Верховного Совета СССР Ф. Р. Приходько был награждён Орденом Славы 2-й степени.
25 января 1945 года рядовой Ф. Р. Приходько в бою за населённый пункт Тарново-Гурне (Польша) уничтожил около десяти солдат, подавил две пулемётные точки и захватил «языка». 23 мая 1945 года Указом Президиума Верховного Совета СССР Ф. Р. Приходько был награждён Орденом Славы 1-й степени.
В 1945 году Ф. Р. Приходько демобилизовался из рядов Советской армии. В 1947 году окончил Киевский автомобильный техникум, в 1967 году — Киевский автодорожный институт. После окончания института работал главным механиком и инженером по спецработе Иванковского автотранспортного предприятия. С 1972 года — старший лейтенант-инженер запаса.
Умер 17 мая 2004 года в посёлке Иванков, Киевской области, Украины.

## Награды
- Орден Славы I степени (23.04.1945)
- Орден Славы II степени (26.08.1944)
- Орден Славы III степени (8.05.1944)
- Орден Отечественной войны I степени (11.03.1985)
- Орден Богдана Хмельницкого (Украина) III степени (1999)